# Vache de Kajetia
Vache de Kajetia, Dachi de Kajetia o Vache Kvabulidze (en georgiano: ვაჩე ) (fallecido en 839) fue un príncipe y corepíscopo de Kajetia en el este de Georgia desde 827 hasta 839.

## Historia
Vache provenía del clan Kvabulidze y fue instalado por la comunidad de los gardabani después de la muerte de su predecesor Grigol de Kajetia en 827 después de un reinado que la Crónica georgiana cifra en 37 años. Los gardabanianos eligieron para reemplazarlo a Vatxe de Kajetia.Vajushti Bagrationi. A su muerte, fue sucedido por Samuel, elegido como príncipe por la nobleza de Gardabani que dominaba la política de Kajetia en ese momento.